# 복산동 (울산)
복산동(福山洞)은 울산광역시 중구의 행정동이자 법정동이다.

## 지명
복산은 ‘복천’에서 유래한 것으로 보이며, 이는 이 냇가에 맹인들의 회관이 있어서 점치는 곳이었으므로 복천이라 한 것이라 한다. 또는 복산이라 함은 광명산(光明山)에서 비롯된 것으로 보기도 한다. 예맥족들이 해뜨는 동방을 찾아 한반도로 흘러오면서 그들이 사는 곳에는 도처에 광명을 뜻하는 지명을 남겨놓았다. 이는 하늘을 우러러 보는 그들의 관념을 단적으로 나타내는 것이기도 하다.

## 학교
- 복산초등학교
- 함월초등학교
- 울산중학교
- 울산고등학교
- 성신고등학교

## 기관
- 울산중구청

## 주거
아파트
- 번영로 서한이다음 - (주)서한 / 2018년 11월 입주
- 번영로 센트리지 - 현대엔지니어링, 롯데건설, 효성중공업, 진흥기업 / 2023년 9월 입주